# Sager Meere, Kleiner Sand und Heumoor
Sager Meere, Kleiner Sand und Heumoor ist ein Naturschutzgebiet in der niedersächsischen Gemeinde Großenkneten im Landkreis Oldenburg.

## Allgemeines
Das Naturschutzgebiet mit dem Kennzeichen NSG WE 252 ist rund 201 Hektar groß. Es befindet sich nördlich des Naturschutzgebietes „Ahlhorner Fischteiche“ im Naturpark Wildeshauser Geest. Das Gebiet steht seit dem 25. Januar 2007 unter Naturschutz. Zuständige untere Naturschutzbehörde ist der Landkreis Oldenburg. Das Gebiet wird seit 1951 vom Mellumrat betreut.
In dem Naturschutzgebiet sind die ehemaligen Naturschutzgebiete „Sager Meer“ und „Kleiner Sand bei Bissel“ aufgegangen. Das ehemalige Naturschutzgebiet „Sager Meer“, das in etwa den Mittelteil des aktuellen Naturschutzgebietes bildet, hatte das Kennzeichen NSG WE 072. Es war 76 Hektar groß und stand seit Oktober 1939 unter Naturschutz. Das ehemalige Naturschutzgebiet „Kleiner Sand bei Bissel“ lag im Süden des aktuellen Naturschutzgebietes und grenzte direkt an das Naturschutzgebiet „Sager Meer“. Das 19 Hektar große Gebiet hatte das Kennzeichen NSG WE 152 und bestand seit September 1984. Das Naturschutzgebiet ist vollständig Bestandteil des FFH-Gebiets „Sager Meer, Ahlhorner Fischteiche; Lethetal I“.

## Beschreibung
Das Naturschutzgebiet liegt in etwa zwischen Oldenburg und Cloppenburg. Es umfasst einen von Heiden und Sandmagerrasen geprägten Bereich des Kleinen Sands, das der Rest eines ehemals ausgedehnten Wehsandgebietes ist, die durch einen Erdfall entstandenen Geestseen Sager Meere und die renaturierungsfähigen Hochmoorflächen im Heumoor mit Moorwald- und Grünlandflächen. Das Gebiet entwässert über den Meerkanal zur Lethe, einem Nebenfluss der Hunte.
Im Bereich des Kleinen Sands siedeln Ginster-Sandheiden mit Behaartem Ginster, Englischem Ginster und Arnika. Im Großen Sager Meer kommt der Europäische Strandling vor. Ferner siedelt im Bereich der Sager Meere die Binsenschneide. Im Meerkanal sind Vorkommen des Knöterich-Laichkrauts zu finden.

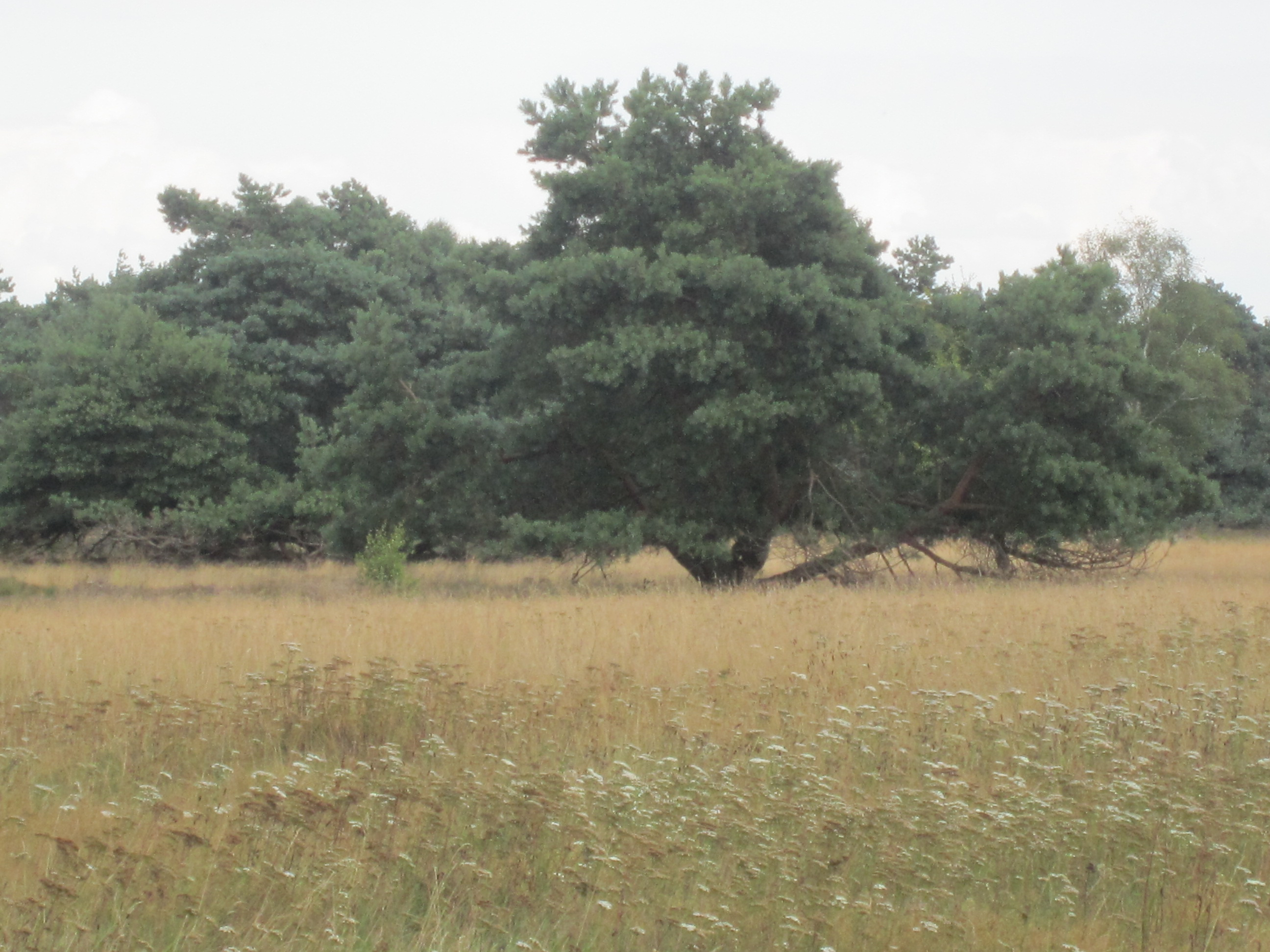

Das Naturschutzgebiet ist Lebensraum einer artenreichen Fauna. So brüten etwa 60 verschiedene Vogelarten im Gebiet, darunter Steinkauz, Wachtel, Bekassine, Großer Brachvogel, Heidelerche und Braunkehlchen. Die Sager Meere sind für Gastvögel von besonderer Bedeutung, darunter verschiedene Enten wie Braut-, Löffel-, Reiher-, Schell- und Spießente. Das Heumoor ist Jagdgebiet der Wiesenweihe.
Amphibien und Reptilien sind durch Erdkröte, Grasfrosch, Wasserfrösche, Moorfrosch, Kreuzotter, Glattnatter, Mooreidechse und Blindschleiche vertreten. Im Naturschutzgebiet sind mindestens 14 Heuschreckenarten heimisch, von denen fünf Rote-Liste-Arten sind. Auch verschiedene Libellen kommen hier vor, darunter Kleiner Blaupfeil, Gemeine Heidelibelle, Blaue Federlibelle, Frühe und Späte Adonislibelle, Gebänderte Prachtlibelle und Blaugrüne Mosaikjungfer, die am Meerkanal leben. An den Sagter Meeren sind Blaue Federlibelle, Späte Adonislibelle und Große Prachtlibelle heimisch.